# Чижевський Олександр Леонідович
Олександр Леонідович Чижевський (1897, Гродненська губернія—1964, Москва)— біофізик, вивчав вплив космічно-фізичних факторів на процеси в живій природі, зокрема, вплив сонячної активності і циклів активності Сонця на явища в біосфері, у тому числі, на соціально-історичні процеси.

## Життєпис
Чижевський Олександр Леонідович народився 7 лютого 1897 року в Гродненській губернії тодішньої Російської імперії. Але 1913 року, напередодні 1-ї світової війни, родина Чижевських перебралась на житло в місто Калуга. Олександр отримав добру домашню освіту, знав щонайменше п'ять іноземних мов, серед них і французьку. В сім років хлопця вивезли в Париж, де той брав уроки живопису у учня художника Едгара Дега — Густава Нодьє.
В місті Калузі отримав середню освіту. Там же відбулося знайомство із гімназичним вчителем Ціолковським, дивакуватим і малозрозумілим місцевим мешканцям, котрий мріяв про космічні дослідження і працював над їх теоретичним обґрунтуванням. Сміливі, практично утопічні на той час ідеї гімназичного дивака Ціолковського захопили молодого Чижевського і спрямували його зусилля до наукових досліджень. Він обрав галузь сонячно-земних впливів та їх наслідків. Перші висновки Олександр Чижевський оприлюднив на лекції 1915 року в калузькому гуртку з вивчення природничих наук.
В липні 1915 року влаштувався в Московський комерційний інститут (МКИ), а в вересні того ж року ще й вільним відвідувачем в Московський археологічний інститут. Навчання перервав і пішов добровольцем на фронт: в другій половині 1916 та в травні-вересні 1917 р. брав участь в військових операціях в Україні в Галичині. Мав нагороду — солдатський Георгіївський хрест IV ступеня.
1917 року повернувся з фронту і закінчив Московський археологічний інститут. В травні 1917 р. захистив дисертацію «Русская лирика XVIII века» (М. В. Ломоносов), а в грудні — нову дисертацію «Эволюция физико-математических наук в древнем мире» і виборов звання магістра загальної історії. 1918 року в Московському університеті захистив дисертацію на звання доктора загальної історії, тема — «Исследование периодичности всемирно-исторического процесса». Через шість років ця дисертація була оприлюднена в книзі «Физические факторы исторического процесса».
Згідно запропонованої теорії Чижевського — існували цикли сонячної активності, котрі активно впливали на біосферу, суттєво міняючи практично всі життєві процеси, від посух і врожайності до епідемічної захворюваності та народних заворушень і соціофреній. Тобто, сонячні цикли впливали на конкретні історичні події, серед яких — політико-економічні кризи, війни, повстання, революції тощо. Чижевський став доктором історії у віці двадцять один (21) рік.
По захисту дисертації в період 1917–1922 рр. Чижевський рахувався старшим науковим співробітником, а також професором (з 1921 року) Московського археологічного інституту.

## Допомога з видання творів Ціолковського
Давній знайомий Ціолковського, Олександр Чижевський активно сприяв виданню творів калузького викладача. Поштовхом для цього стануть схвальна стаття про піонера ракетної техніки Оберта і образа за невігластво та невизнання праць і відкриттів Костянина Ціолковського, котрий працював над цими проблемами ще 1893-1895 рр. і навіть частково оприлюднив власні дослідження. Обурення викликала і принизлива стаття в газеті «Известия», надрукована наприкінці 1923 р., де розповідали про чергові досягнення науковців Заходу і не помічали талановитих співвітчизників. Чижевський прибув у Калугу і допомагав Ціолковському готувати до друку його твори.
В країні — розруха після громадянської війни. Аби знайти папір для нових видань, Олександр Чижевський погодився читати лекції працівникам Полотняного заводу в обмін на залишки паперу. Завдяки цьому, навесні 1924 року, оприлюднені «Ракеты в мировое пространство» К.Е. Ціолковського та власна книга Чижевського «Физические факторы исторического процесса». Чижевський використав нагоду і розіслав нові видання в усі великі бібліотеки Західної Європи та Сполучених Штатів. Пріоритет відкриттів Ціолковського був відновлений, розпочалась його всесвітня слава.

## Арешт і концтабори
Влітку 1941 року з початком німецько-радянської війни сорокашестирічний науковець з родиною евакуювався в місто Челябінськ. Арешти сталінським режимом в СРСР не припинялись і під час війни. 22 січня 1942 року Чижевського було заарештовано і засуджено за ст. № 58, пункт 10 (антирадянська пропаганда) на вісім років. Покарання відбував на Північному Уралі Свердловська область (Івдельлаг), в самому Челябінську, в Підмосков'ї, в Казахстані (Карлаг — Долинське, Спаське, Степлаг). Аби не збожеволіти в концтаборах, продовжив наукові дослідження, писав вірші, малював. Очільники Карлагу дозволили науковцю створити кабінетик аеройоніфікації та займатися електричними проблемами крові.

## Поразка в правах і примусове поселення в Караганді
По відбуванню повного терміну покарання Чижевського звільнили в січні 1950 року. Але науковець ще один місяць перебував в концтаборі заради закінчення експериментів з кров'ю. Він міг не поспішати, бо увірвався його зв'язок з родиною, він не мав права повернутися в столичне місто через поразку в правах. В концтаборі відбулася його зустріч із пані Перешкольник, що стала його дружиною. Ніна Вадимівна (Енгельгардт) відбувала покарання за спробу покинути кордон СРСР та емігрувати з країни самовільно. 1947 року по закінченні терміну покарання Ніна Вадимівна оселилась в місті Караганда через поразку в правах. Працювала в карагандинському музичному театрі. 1950 р. вони побралися з Чижевським. Він влаштувався на працю в Карагандинську обласну клінічну лікарню. Наукові дослідження крові не припиняв і працював також в Карагандинській обласній станції переливання крові. По закінченні терміну поразки в правах з 1954 року продовжив жити і працювати в Караганді. Отримав право повернутися в Москву лише 1958 року. Помер в Москві від раку горла.
Олександр Леонідович Чижевський — один з основоположників космічної біології.
На міжнародному конгресі біофізиків в Нью-Йорку в 1939 р. Чижевського назвали «Леонардо да Вінчі XX століття». У тому ж 1939 р. Чижевського висували кандидатом на Нобелівську премію.
На його честь названо астероїд 3113 Чижевський.